# Живанович, Миливое

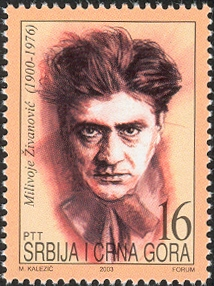
Миливое Живанович на почтовой марке Сербии и Черногории. 2003 г.

Миливое Живанович (2 марта 1900, Пожаревац — 15 ноября 1976, Белград, СФРЮ) — сербский и югославский актёр театра, кино и телевидения.

## Биография
Актерская карьера Миливое началась в путешествиях. Начало его деятельности связано с передвижным театром в Сербии в 1919 году. С 1920 года — актёр провинциальных коллективов, позже выступал на сценах театров в Нови-Саде, Скопье и Белграда (в том числе, Народном и Драматическом театрах).
Играл, преимущественно, в спектаклях классического репертуара (главные роли в пьесах «Король Лир» и Отелло Шекспира, «Идиот» Достоевского, Стокман в «Йун Габриэль Боркман» Генрика Ибсена). Также выступал в современных драматических постановках (Фон Герлах в «Затворники Альтоны» Ж. П. Сартра и др.).
С 1948 года снимался в кино. Сыграл в более чем 30 фильмах.

## Избранная фильмография
- 1948 — Софка / Sofka — Марко
- 1950 — Волшебный меч / Čudotvorni mač
- 1953 — Цыганка/ Ciganka
- 1953 — Буря / Nevjera
- 1955 — Кровавая дорога / Blood Road / Blodveien (Норвегия, Югославия) — Милян
- 1955 — Их было двое / Њих двоjица — Стоян
- 1957 — Дорога длиною в год / Cesta duga godinu dana — Давиде
- 1957 — Кровавая рубашка / Krvava kosulja
- 1958 — Буря / La Tempesta (Италия, Франция, Югославия) — эпизод
- 1959 — Хаджи-Мурат — Белый Дьявол — Николай I
- 1959 — Участок «Б» / Pogon B — Ковач, инженер
- 1959 — Восьмая дверь / Осма врата — Предраг Симонович
- 1959 — Случай в трамвае / Slucaj u tramvaju (ТВ)
- 1961 — Первый гражданин маленького города / Prvi gradjanin male varosi — Доктор
- 1962 — Доктор / Dr — Живота Цвийович, доктор
- 1966 — Опечаленная родня /Pre rata
- 1967 — Егор Булычёв / Jegor Bulicov (ТВ) — Егор Булычёв
- 1968 — Наши сыновья /Nasi sinovi (ТВ)
- 1968 — Продаем старые колёса / Prodajem stara kola (ТВ)
- 1968 — Лелейская гора / Lelejska gora — Вучко Масник
- 1969 — Голубовичи / Golubovici (ТВ) — Густав

## Награды
- Премия «Седьмого июля» Социалистической Республики Сербия (1960)
- Медаль имени Станиславского (1966, Москва, СССР)
- Театральная премия имени Сары Бернар (Париж)

Умер в Белграде и похоронен на Аллее заслуженных (великих) Нового кладбища.